# Placide Massey
Pour les articles homonymes, voir Massey.
Placide Massey, né le 4 octobre 1777 à Tarbes et mort dans la même ville le 18 novembre 1853, était un botaniste et jardinier français du XIXe siècle. 

## Biographie

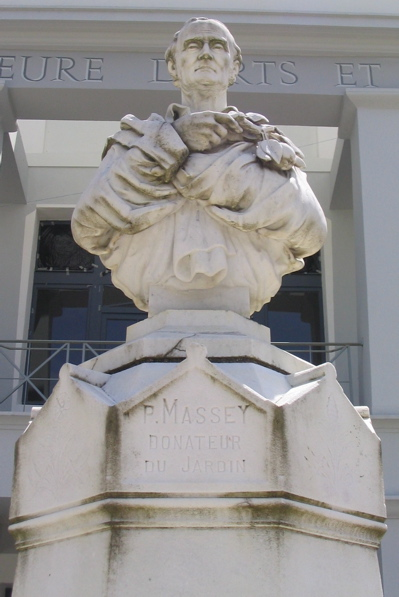
Le buste de Massey au Jardin Massey, devant l'École supérieure d'art et céramique.

### Enfance et formation
Placide Massey, le grand bienfaiteur de la ville de Tarbes, y naquit le 4 octobre 1777 de Anne Marmouget et de Jean Massey, un maître cordonnier. 
Dès 1778, il demeure au numéro 9 de la rue des Grands-Fossés. Il fait ses études à l'École centrale de Tarbes, l'actuel lycée lycée Théophile-Gautier. Il est élève et aide-pharmacien chez Lécussan, au numéro 11 de la place Marcadieu. 
À l'âge de 18 ans, il abandonne cet emploi et s'engage dans l'armée. Quelques années après, il quitte l'armée et devient l'adjoint de Louis Ramond (1755-1827). 

### Botaniste et jardinier reconnu
En 1808, il est nommé intendant des jardins de la reine Hortense (en France et au royaume de Hollande). Il exécute, sur l'ordre du roi Louis-Philippe, de très importantes plantations d'arbres, dans la plaine de Trianon, de Chèvreloup et au parc de Saint-Cloud. 
Il assure aussi, dès 1819, la direction du potager du roi de Versailles jusqu'en 1848. 

### Installation à Tarbes
En 1829 et 1852, il achète, à Tarbes, des terrains pour créer un grand jardin et y plante des arbres.
En 1850, il prend sa retraite et fait bâtir sa maison et continue la plantation d'arbres aux essences rares. Il veut également doter sa ville d’un muséum d’histoire naturelle, et fait construire à cette fin un bâtiment de style oriental, dominé par une tour d'observation sur les Pyrénées, œuvre de l'architecte Jean-Jacques Latour. C'est dans ce bâtiment, inachevé à sa mort, que fut créé le musée Massey.

### Mort
Placide Massey meurt à Tarbes le 18 novembre 1853, à l'âge de 76 ans, et est inhumé au cimetière Saint-Jean. Il a légué son jardin, le Jardin Massey, et presque tous ses biens à la ville de Tarbes.

## Son testament
« Je donne à la commune de Tarbes, ma ville natale, tous les immeubles que je possède sur son territoire et consistant en jardin d'ornement, pépinière, maisons, prairies, le jardin d'ornement pour servir de promenade ; la pépinière pour continuer la culture d'arbres fruitiers, les maisons et prairies pour employer leurs produits à l'entretien du jardin d'ornement et de la pépinière.
Comme les produits ne peuvent pas être suffisants pour l'entretien du jardin d'ornement à cause du jardin d'hiver que j'y fais construire, je donne en outre, à la commune de Tarbes, soixante actions du Chemin de fer du nord qui produiront environ deux mille francs par an. »